# Flabelligera pergamentacea
Flabelligera pergamentacea är en ringmaskart som beskrevs av Ehlers 1913. Flabelligera pergamentacea ingår i släktet Flabelligera och familjen Flabelligeridae. Inga underarter finns listade i Catalogue of Life.